# Никола Хаджииванов
Никола Хаджииванов или Хаджи Ивановъ е български предприемач и революционер, деец на Вътрешната македоно-одринска революционна организация.

## Биография
Никола Хаджииванов е роден през 1865 година в град Енидже Вардар (Па̀зар), тогава в Османската империя, днес в Гърция. Получава добро образование и разработва собствен дюкян. Същевременно се присъединява към градския комитет на ВМОРО в Енидже Вардар.
По-късно емигрира в България и се установява в Станимака, където умира.